# Leszek Możdżer

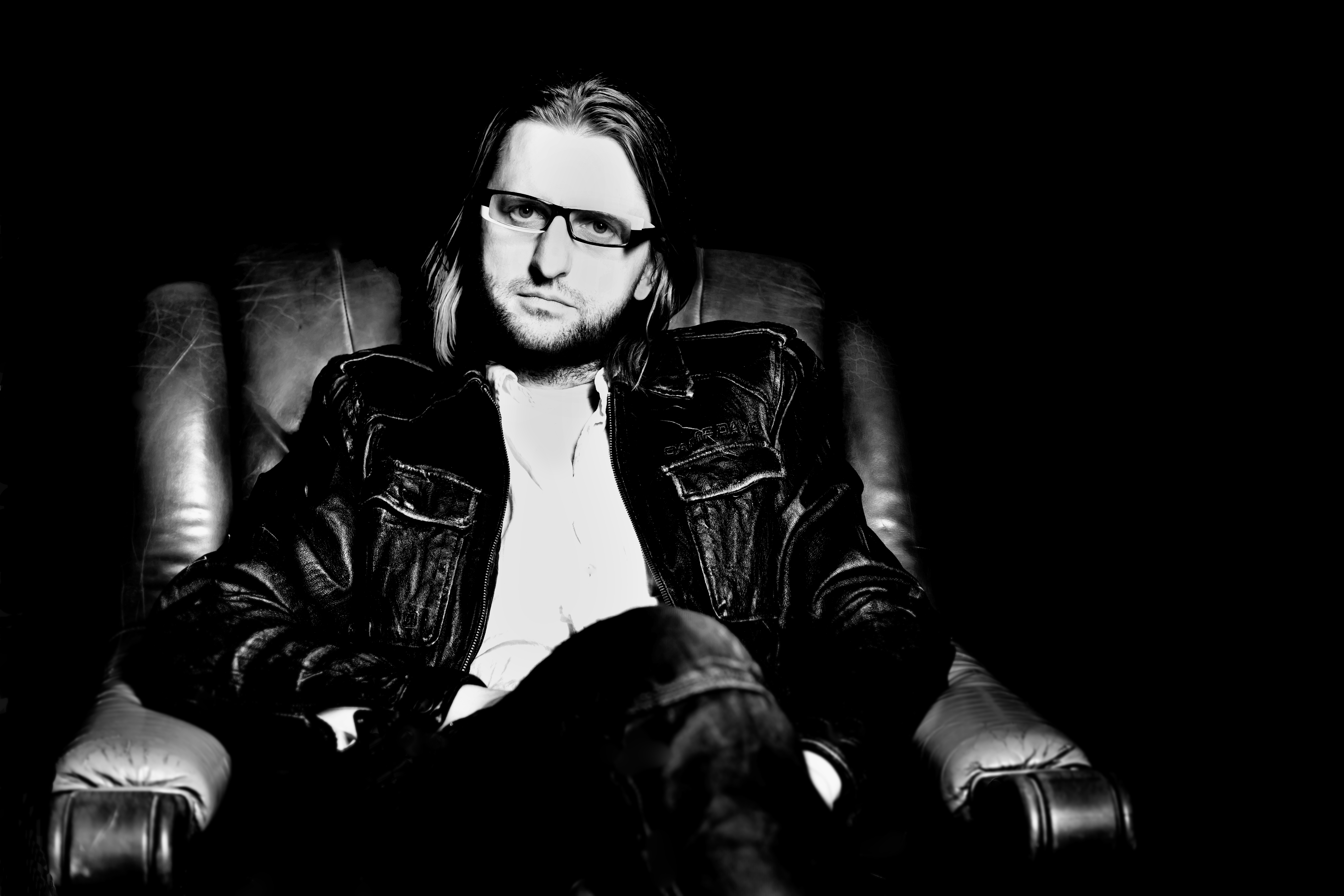

Leszek Możdżer (născut Lesław Henryk Możdżer la 23 martie 1971, în Gdańsk) este un  pianist polonez de jazz. El este, de asemenea, un producător de muzică și un compozitor de muzică video.

## Biografie
Leszek Możdżer a început să cânte la pian la vârsta de cinci ani, după ce a fost încurajat de părinții săi. În 1996 a absolvit cu onoruri Facultatea Instrumentală a Academiei de Muzică din Gdansk. El a câștigat numeroase premii în muzică și cultură, inclusiv Ad Astra, Oscaruri de Jazz , Jazz Forum Award și Jazz Melomani Awards.
A început în trupa clarinetistului Emil Kowalski, apoi a cântat cu trupa Miłość, care a avut un succes foarte mare. 
Możdżer nu a început să cânte jazz până la 18 ani, dar a reușit să-și construiască reputația remarcabil de repede și și-a început imediat colaborarea cu cei mai importanți muzicieni polonezi de jazz contemporan, cum ar fi Tomasz Stanko și Michal Urbaniak. Revista poloneză de jazz „Jazzforum” l-au numit aproape în fiecare an începând cu 1994 cel mai bun pianist polonez.

## Carieră
Cariera internațională a lui Możdżer a fost puternic influențată de colaborarea sa cu basistul suedez Lars Danielsson. Colaborarea lor pe albumele „Pasodoble” (2007) și „Tarantella” (2009) a fascinat publicul cu sunete de jazz melodios într-un stil muzical de cameră. În 2011 debutul său ACT „Komeda” a fost lansat și premiat ca „Albumul Anului” de către Jazzforum. „Komeda” este tributul personal și foarte independent a lui Możdżer pentru legendarul pianist polonez Krysztof Komeda, care a devenit faimos după ce a compus coloane sonore pentru filmele regizorului polonez Roman Polanski. La scurt timp după lansarea sa, albumul a ajuns numărul 1 în topurile Pop din Polonia și a obținut Discul de Platină în această țară. Albumul a fost sărbătorit de către critici și fani din întreaga lume. Ziarul german „Sueddeutsche Zeitung” l-a numit pe Możdżer un „Fenomen” și ziarul britanic „The Guardian” a scris despre interpretarea lui de pe „Komeda”: „Balansul lin si melodios al lui Możdżer aduc aminte de Keith Jarrett uneori, dar izbucnirea lui de percuție, sunete staccato de tobe sunt toate ale lui.”
Albumul duo „Ultimul set - live la A-Trane” (lansat in toamna anului 2012) este o moștenire impresionantă și demnă de un muzician unic, plin de curiozitate și versatilitate: pianistul american Walter Norris. În timp ce albumele pe care interpretează două piane au de multe ori o încurcătură de note all-you-can-eat și aproape întotdeauna par a fi prea încărcate, acest album care adună ce-i mai bun din acest domeniu de specialitate al jazz-ului are o luciditate rară. Możdżer își adaptează în mod clar interpretarea foarte ușor recognoscibilă care își are rădăcinile în „Komeda” și Wayne Shorter pe alocuri, cu propriul său arsenal de note grațioase și salturi mici pentru a se potrivi stilului lui Norris, care este mult mai opac, dar foarte stimulant.
În spectacolul „Jazz la Filarmonica din Berlin I” (aprilie 2013) trei pianiști de clasă mondială s-au întâlnit pe 11 decembrie 2012, la
prestigioasa sala de concerte de muzică clasică pentru a cânta solo, în duet și trio. Împreună cu Iiro Rantala și Michael Wollny, Możdżer a reușit să creeze un moment definitoriu în muzică, în care stilurile jazz și clasic s-au întâlnit ca egali, o mică minune într-adevăr, cu fiecare dintre cei trei fiind fani ai stilului celorlalți.
În toamna anului 2013 „Polska” a fost lansat pe ACT, noul album semnat de trio-ul magic: Leszek Możdżer, Lars Danielsson și Zohar Fresco (percuție).
El a colaborat cu artiști și grupuri precum Marcus Miller, David Gilmour, John Scofield, Lars Danielsson, Pat Metheny, Lester Bowie Namyslowski, Tomasz Stanko, Jan AP Kaczmarek, Zbigniew Preisner, The Beatles, Kazik Staszewski, Behemoth, Michal Urbaniak, Grammatik, Andrzej Olejniczak, Janusz Radek, Adam Klocek, Tymon Tymanski și alții. El este renumit pentru "Impressions", interpretările subtile ale compozițiilor lui Chopin. Înregistrările sale sunt cele mai populare albume de jazz din Polonia.

## Discografie
- Miłość - Miłość (1992)
- Damage, with Zbigniew Preisner (1992)
- Secretely & Confidentionally, with Zbigniew Namysłowski (1993)
- Chopin - Impressions (1994)
- Miłość - Taniec smoka (1994)
- A Farewell to Maria, with Tomasz Stańko (1994)
- Lonely Town, with Piotr Wojtasik (1995)
- Miłość & Lester Bowie - Not Two (1995)
- Live In Holy City, with Michał Urbaniak (1996)
- Talk to Jesus (1996), Lesław Możdżer Sextet
- Miłość - Asthmatic (1996)
- Leszek Możdżer & David Friesen - Facing The Wind (1996)
- Leszek Możdżer & Adam Pierończyk - Live in Sofia (1997)
- Requiem to my Friend, with Zbigniew Preisner (1998)
- Impressions on Chopin (1999)
- 10 łatwych utworów na fortepian solo (10 Easy Pieces for Piano), with Zbigniew Preisner (2000)
- Bosa, with Anna Maria Jopek (2000)
- Barefoot, with Anna Maria Jopek (2002)
- Nienasycenie, with Anna Maria Jopek (2002)
- Anna Maria Jopek & Friends with Pat Metheny - Upojenie  (2002)
- Farat, with Anna Maria Jopek (2003)
- Piano (2004)
- At The Carnegie Hall, with Adam Makowicz (2004)
- PianoLive (2004)
- The Time, with Lars Danielsson and Zohar Fresco (2005)
- Secret, with Anna Maria Jopek (2005)
- Between us and the light, with Lars Danielsson and Zohar Fresco (2006)
- The Apostasy, with Behemoth (2007). He makes a guest appearance on the track "Inner Sanctum"
- Pasodoble, with Lars Danielsson (2007)
- Live, with Lars Danielsson and Zohar Fresco (2007)
- ID, with Anna Maria Jopek (2007)
- Live in Gdańsk (as a special guest with David Gilmour) (2008)
- Firebird V11, with Phil Manzanera (2008)
- Tarantella, with Lars Danielsson (2009)
- Missa Gratiatoria (2009)
- Bernstein and Gershwin (2010)
- Komeda (2011)
- The Last Set Live at the A-Trane, with Walter Norris (2012)